# Eleição municipal de Campinas em 2020
A eleição municipal de Campinas em 2020 se deu em 15 de novembro (primeiro turno) e 29 de novembro (segundo turno). A cidade possuía então 1.204.073 habitantes, dentre os quais 843.433 eram eleitores que neste dia votaram para definir prefeito e 33 vereadores.

## Candidatos[1]
| Nº | Nome               | Partido      | Vice                       | Coligação                                                                                          |
| -- | ------------------ | ------------ | -------------------------- | -------------------------------------------------------------------------------------------------- |
| 10 | Dário Saadi        | Republicanos | Wandão de Almeida (PSB)    | "Prontos pra Campinas" - Republicanos - PSB - DEM - MDB - PSL                                      |
| 12 | Dr. Hélio          | PDT          | Surya Guimaraens (PDT)     | Sem coligação                                                                                      |
| 13 | Pedro Tourinho     | PT           | Edilene Santana (PSOL)     | "Democracia, Direitos e Liberdade" - PT - PSOL                                                     |
| 14 | Delegada Teresinha | PTB          | Coronel Sotto (PTB)        | "Mudança pra Valer" - PTB - PMB                                                                    |
| 16 | Laura Leal         | PSTU         | Freitas (PSTU)             | Sem coligação                                                                                      |
| 22 | Rafa Zimbaldi      | PL           | Anna Be (PSDB)             | "Mais por Campinas, Melhor pra Você" - PL - PSDB - Solidariedade - PSC - PP - PROS - PODE - Avante |
| 23 | André Von Zuben    | Cidadania    | Valéria Monteiro (REDE)    | "Campinas Merece Mais" - Cidadania - REDE                                                          |
| 28 | Rogério Parada     | PRTB         | Marco Pires (PRTB)         | Sem coligação                                                                                      |
| 33 | Ahmed Tarique Agio | PMN          | Aristides Ferreira (PMN)   | Sem coligação                                                                                      |
| 43 | Rogério Menezes    | PV           | Adalberto Maluf (PV)       | Sem coligação                                                                                      |
| 51 | Wilson Matos       | Patriota     | Márcia Padovani (Patriota) | Sem coligação                                                                                      |
| 55 | Artur Orsi         | PSD          | Capitão Pereira (PSD)      | Sem coligação                                                                                      |
| 65 | Alessandra Ribeiro | PCdoB        | Lourenço (PCdoB)           | Sem coligação                                                                                      |

### Debates
Em 1º de outubro de 2020, às 22h30, foi promovido pela TV Bandeirantes Mais e exibido para mais de 60 cidades da área de cobertura da emissora, o primeiro debate entre os candidatos a prefeito de Campinas. Além da exibição via streaming pela página da emissora no Facebook e no canal do setor de jornalismo da emissora Band no Youtube. E no dia 08 de novembro de 2020, às 10h00, a VTV, emissora afiliada ao SBT, realizou o segundo debate entre 8 dos 9 candidatos convidados por possuírem representação superior a 10 no Congresso Nacional, debate o qual foi exibido para 61 cidades da Baixada Santista, Litoral Norte e região de Campinas, que recebem o sinal da emissora, estando ao vivo também no Facebook e no Youtube da emissora.
| Data          | Organizadores        | Mediador        | Dário Saadi (Republicanos) | Dr. Hélio (PDT) | Pedro Tourinho (PT) | Delegada Teresinha (PTB) | Laura Leal (PSTU) | Rafa Zimbaldi (PL) | André Von Zuben (Cidadania) | Rogério Parada (PRTB) | Professor Ahmed (PMN) | Rogério Menezes (PV) | Wilson Matos (Patriota) | Artur Orsi (PSD) | Alessandra Ribeiro (PCdoB) |
| ------------- | -------------------- | --------------- | -------------------------- | --------------- | ------------------- | ------------------------ | ----------------- | ------------------ | --------------------------- | --------------------- | --------------------- | -------------------- | ----------------------- | ---------------- | -------------------------- |
| 1ºde outubro  | TV Bandeirantes Mais | Valter Sena     | Presente                   | Presente        | Presente            | Presente                 | Não Convidada     | Presente           | Presente                    | Não Convidado         | Não Convidado         | Não Convidado        | Presente                | Presente         | Presente                   |
| 8 de novembro | VTV/SBT              | Carolina Thomeu | Presente                   | Ausente         | Presente            | Presente                 | Não convidada     | Presente           | Presente                    | Não convidado         | Não convidado         | Não convidado        | Presente                | Presente         | Presente                   |

## Resultados

### Prefeito
No dia  15 de novembro, a população de Campinas optou por um segundo turno entre Dário Saadi (Republicanos) e Rafa Zimbaldi (PL).
| Candidato(a)                  | Vice                     | 1º Turno 15 de novembro de 2020 | 1º Turno 15 de novembro de 2020 | 2º Turno 29 de novembro de 2020 | 2º Turno 29 de novembro de 2020 |
| Candidato(a)                  | Vice                     | Votação                         | Votação                         | Votação                         | Votação                         |
|                               |                          | Total                           | Porcentagem                     | Total                           | Porcentagem                     |
| ----------------------------- | ------------------------ | ------------------------------- | ------------------------------- | ------------------------------- | ------------------------------- |
| Dário Saadi (Republicanos)    | Wandão de Almeida (PSB)  | 121.932                         | 25,78%                          | 222.030                         | 57,07%                          |
| Rafa Zimbaldi (PL)            | Anna Be (PSDB)           | 103.397                         | 21,86%                          | 166.995                         | 42,93%                          |
| Pedro Tourinho (PT)           | Edilene Santana (PSOL)   | 96.905                          | 20,49%                          |                                 |                                 |
| Artur Orsi (PSD)              | Capitão Pereira (PSD)    | 79.076                          | 16,72%                          |                                 |                                 |
| Wilson Matos (PATRI)          | Márcia Padovani (PATRI)  | 15.138                          | 3,20%                           |                                 |                                 |
| Delegada Teresinha (PTB)      | Coronel Sotto (PTB)      | 15.101                          | 3,19%                           |                                 |                                 |
| Alessandra Ribeiro (PCdoB)    | Lourenço (PCdoB)         | 12.245                          | 2,59%                           |                                 |                                 |
| Rogerio Parada (PRTB)         | Marco Pires (PRTB)       | 6.778                           | 1,43%                           |                                 |                                 |
| André Von Zuben (Cidadania)   | Valéria Monteiro (REDE)  | 6.667                           | 1,41%                           |                                 |                                 |
| Rogerio Menezes (PV)          | Adalberto Maluf (PV)     | 5.490                           | 1,16%                           |                                 |                                 |
| Prof Ahmed Tarique Agio (PMN) | Aristides Ferreira (PMN) | 588                             | 0,12%                           |                                 |                                 |
| Laura Leal (PSTU)             | Freitas (PSTU)           | 498                             | 0,11%                           |                                 |                                 |
| Total de votos válidos        | Total de votos válidos   | 472.962                         | 81,09%                          |                                 |                                 |
| Votos em branco               | Votos em branco          | 41.152                          | 7,06%                           |                                 |                                 |
| Votos nulos                   | Votos nulos              | 69.170                          | 11,86%                          |                                 |                                 |
| Total                         | Total                    | 583.284                         | 100%                            |                                 |                                 |
| Abstenções                    | Abstenções               | 260.149                         | 30,84                           |                                 |                                 |
| Votos apurados                | Votos apurados           | 583.284                         | 68,86%                          |                                 |                                 |
| Total de eleitores            | Total de eleitores       | 843.433                         | 100%                            |                                 |                                 |

### Vereadores
924 candidatos concorreram à vereança em Campinas. Ao todo trinta e três vereadores foram eleitos:
| Candidato               | Partido       | Votos  | Porcentagem |
| ----------------------- | ------------- | ------ | ----------- |
| Mariana Conti           | PSOL          | 10.886 | 2,24%       |
| Higor Campo Grande      | Republicanos  | 7.670  | 1,58%       |
| Marcelo Silva           | PSD           | 6.858  | 1,41%       |
| Fernando Mendes         | Republicanos  | 6.539  | 1,34%       |
| Rodrigo da Farmadic     | DEM           | 6.493  | 1,33%       |
| Filipe Marchesi         | PSB           | 5.605  | 1,15%       |
| Rubens Gás              | DEM           | 4.971  | 1,02%       |
| Nelson Hossri           | PSD           | 4.715  | 0,97%       |
| Zé Carlos               | PSB           | 4.674  | 0,96%       |
| Edison Ribeiro          | PSL           | 4.355  | 0,89%       |
| Permínio Monteiro       | PSB           | 4.127  | 0,85%       |
| Carlinhos Camelô        | PSB           | 4.125  | 0,85%       |
| Professor Alberto       | PL            | 3.990  | 0,82%       |
| Du Tapeçeiro            | PODE          | 3.846  | 0,79%       |
| Guida Calixto           | PT            | 3.645  | 0,75%       |
| Luiz Henrique Cirilo    | PSDB          | 3.593  | 0,74%       |
| Arnaldo Salvetti        | MDB           | 3.570  | 0,73%       |
| Jair da Farmácia        | SOLIDARIEDADE | 3.560  | 0,73%       |
| Paulo Bufalo            | PSOL          | 3.374  | 0,69%       |
| Jorge Schneider         | PL            | 3.153  | 0,65%       |
| Juscelino da Barbarense | PL            | 3.083  | 0,63%       |
| Gustavo Petta           | PCdoB         | 3.059  | 0,63%       |
| Marcelo da Farmacia     | AVANTE        | 3.020  | 0,62%       |
| Paulo Gaspar            | NOVO          | 3.014  | 0,62%       |
| Paolla Miguel           | PT            | 2.728  | 0,56%       |
| Major Jaime             | PP            | 2.614  | 0,54%       |
| Cecilio                 | PT            | 2.592  | 0,53%       |
| Rossini                 | PV            | 2.570  | 0,53%       |
| Otto Alejandro          | PL            | 2.470  | 0,51%       |
| Marrom Cunha            | SOLIDARIEDADE | 2.081  | 0,41%       |
| Debora Palermo          | PSC           | 1.937  | 0,40%       |
| Carmo Luiz              | PSC           | 1.861  | 0,38%       |
| Paulo Haddad            | CIDADANIA     | 1.831  | 0,38%       |

Por partido:
| Partido       | Antiga legislatura | Nova legislatura | Alteração |
| ------------- | ------------------ | ---------------- | --------- |
| PSB           | 7                  | 4                | -3        |
| PL            | 4                  | 4                | 0         |
| PT            | 2                  | 3                | +1        |
| PSD           | 2                  | 2                | 0         |
| DEM           | 2                  | 2                | 0         |
| PSC           | 1                  | 2                | +1        |
| Republicanos  | 1                  | 2                | +1        |
| PSOL          | 1                  | 2                | +1        |
| Solidariedade | 0                  | 2                | +2        |
| PSDB          | 3                  | 1                | -2        |
| PSL           | 2                  | 1                | -1        |
| PP            | 2                  | 1                | -1        |
| PV            | 1                  | 1                | 0         |
| PC do B       | 1                  | 1                | 0         |
| Podemos       | 1                  | 1                | 0         |
| Cidadania     | 1                  | 1                | 0         |
| Avante        | 0                  | 1                | +1        |
| MDB           | 0                  | 1                | +1        |
| Novo          | 0                  | 1                | +1        |
| PDT           | 1                  | 0                | -1        |
| Sem partido   | 1                  | 0                | -1        |